# Federal Building and Post Office (Brooklyn)
El Federal Building and Post Office es una histórica oficina de correos, un juzgado y un edificio de oficinas federales en Brooklyn, Nueva York (Estados Unidos). El edificio original era la Oficina General de Correos de Brooklyn, y ahora es la Estación del Centro de Brooklyn, y la adición norte es el palacio de justicia del Tribunal de Quiebras de los Estados Unidos para el Distrito Este de Nueva York, y está al otro lado de la calle y en la jurisdicción del palacio de justicia principal del Tribunal de Distrito de los Estados Unidos para el Distrito Este de Nueva York, el Palacio de Justicia de los Estados Unidos Theodore Roosevelt. También alberga oficinas para el Fiscal de los Estados Unidos. En 2009, el Congreso promulgó una legislación que cambió el nombre del edificio al Conrad B. Duberstein United States Bankruptcy Courthouse, en honor al juez principal de Quiebras Conrad B. Duberstein.

## Historia
La planificación y el diseño de la nueva oficina de correos comenzaron en 1885. Durante su mandato de tres años (1884-1886), Mifflin E. Bell, arquitecto supervisor del Departamento del Tesoro de Estados Unidos, diseñó el edificio en estilo neorrománico. El edificio originalmente funcionaba como oficina de correos y juzgado con cuatro salas de audiencias.
Gran parte de la asignación original para el edificio se asignó para la compra del lote, que está delimitado por Cadman Plaza East (entonces Washington Street), Johnson, Adams y Tillary. Después de la renuncia de Bell, su sucesor, William A. Freret, revisó su diseño, cuyo diseño final fue un edificio románico mucho más atrevido de lo que Bell había imaginado. Aun así, algunos de los detalles arquitectónicos más elaborados del diseño original de Bell, como las torres de esquina más grandes, nunca se ejecutaron en el diseño final.
La construcción se completó en 1891, los espacios interiores se terminaron en 1892 y ese mismo año el edificio fue ocupado. Poco después, se instalaron tres ascensores de pasajeros y un elevador de correo.
A medida que la población siguió creciendo, los funcionarios determinaron que se necesitaba más espacio. Debido a que el edificio original solo ocupaba la mitad sur del lote, la adición se extendió hacia el norte. En 1930, la Oficina del Arquitecto Supervisor bajo James A. Wetmore, diseñó una adición compatible en un estilo similar, que se completó en 1933. Se agregaron dos nuevas salas de audiencias como parte de la expansión.
El edificio fue designada como un hito por la Comisión de Preservación de Monumentos Históricos de la Ciudad de Nueva York en 1966 y está incluido en el Registro Nacional de Lugares Históricos en 1974. En 1999, la Administración de Servicios Generales de los Estados Unidos (GSA) compró el edificio y comenzó renovaciones extensas que incluyeron la adición de nuevas salas de audiencias y la restauración de salas de audiencias históricas, ventanas originales, numerosas características del sitio y materiales interiores y exteriores. Ahora alberga los servicios postales, así como el Tribunal de Quiebras, el Fideicomisario y las Oficinas del Fiscal Estados Unidos.

## Arquitectura
El edificio es un ejemplo de arquitectura de estilo neorrománico y es un componente destacado del complejo del Centro Municipal. La parte original del edificio tiene cuatro pisos y la adición de 1933, siete. El exterior se ha mantenido prácticamente sin cambios. La estructura central tiene formas simples y fuertes con poderosos arcos que dominan el primer piso. Las buhardillas elaboradas, el techo de hierro con cresta, los techos inclinados y una torre le dan al edificio una cualidad pintoresca.

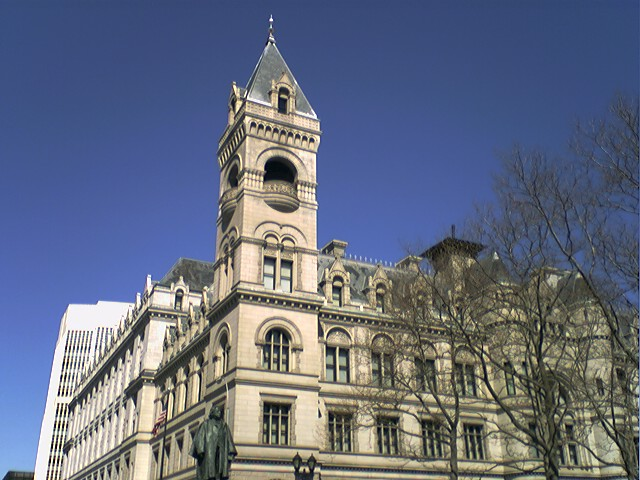
La torre del edificio original en la esquina suroeste.

El exterior es rico en materiales, texturas, formas y ornamentos. Proyecciones semicirculares llamadas tourelles sobresalen del edificio. Cada nivel se articula de una manera ligeramente diferente y se distingue por las hileras de marcapianos que rodean el edificio. Arcos de medio punto de granito pulido, que cuentan con rosetas y molduras, dominan el primer piso. Los arcos nacen de postes tallados con motivos foliados. Las ventanas rectangulares rodeadas por molduras contrastantes están en el segundo piso, mientras que las aberturas de arco de medio punto están en el tercero. En el cuarto hay buhardillas empinadas con ventanas de arco de medio punto. Una mansarda cubierta de pizarra está rematado con una cresta de hierro ornamental.
La torre de esquina cuadrada se eleva por encima de la línea del techo del edificio original. Las aberturas arqueadas con balcones semicirculares están coronadas por una cornisa ornamentada coronada por un techo piramidal de pendiente pronunciada.
Uno de los espacios interiores más significativos es el atrio. Está ubicado en el centro de la parte de 1892 del edificio y se extiende desde el segundo al cuarto piso. El atrio está rodeado por una logia de tres niveles. Cada uno está sostenido por columnas de hierro fundido que están adornadas con motivos de hojas de acanto e himno.
La escalera principal está en la esquina noreste del edificio original. Una balaustrada decorativa de hierro fundido con postes encierra los peldaños de esteatita. Las paredes de la escalera están revestidas con mármol de caoba de Tennessee, y los pisos están cubiertos con baldosas de mármol blanco y negro colocadas en diagonal.

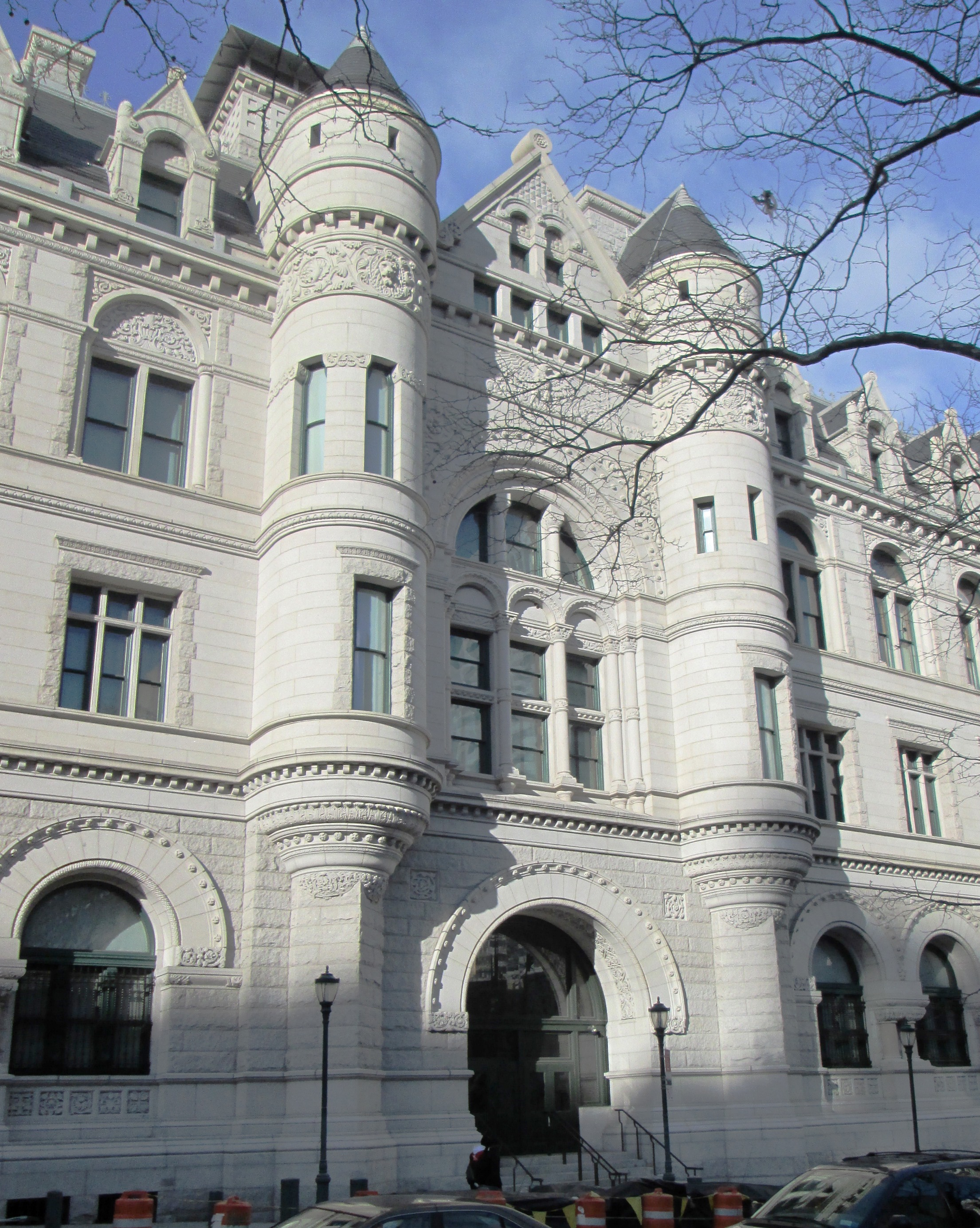
La sección central del edificio original.

Las paredes de las salas de audiencias de 1892 también están cubiertas con un revestimiento de mármol de caoba de Tennessee con bandas negras de piedra. Las grandes ventanas de arco redondo tienen parteluces de madera tallada y funcionan mediante tiradores de metal fundido con motivos de cabezas de grifo. Una de las salas de audiencias contiene una chimenea de mármol y esteatita, que tiene un patrón de hojas talladas y una repisa de mármol. Las chimeneas también se encuentran en algunos de los espacios de oficinas originales.
Algunos espacios interiores se han ido modificando con el paso del tiempo. Durante la Segunda Guerra Mundial, se cubrió un tragaluz que originalmente iluminaba el piso de trabajo postal para cumplir con las leyes de apagón implementadas para proteger al país de los bombardeos enemigos. En 1980, se modificó el vestíbulo monumental del edificio original y se eliminaron la mayoría de las características. En 1999 la Administración de Servicios Generales de Estados Unidos(GSA) inició un extenso proyecto de renovación en 1999. Un muro cortina de aluminio y vidrio verde en forma de U se agregó a la parte de 1933 del edificio en 2003, formando un atrio interior que, junto con los nuevos tragaluces. GSA también restauró acabados interiores de piedra, metal, yeso y madera; ventanas y puertas históricas restauradas; y agregó tres nuevas salas de audiencias. En el exterior, se reparó la cresta del techo de hierro fundido y se instalaron farolas históricamente apropiadas en el sitio. El diseño, que fue completado por RM Kliment & Frances Halsband Architects, recibió una mención del Premio de Diseño 1998 de GSA.
Entre 2010 y 2013, la Administración de GSA supervisó la importante restauración exterior del Palacio de Justicia para proteger la premiada renovación interior. El arquitecto principal fue Goody Clancy de Boston y el contratista principal Nicholson & Galloway. Lend Lease dirigió el equipo de gestión de la construcción como un participante completo desde la investigación inicial hasta la documentación de la construcción y los servicios de la fase de construcción con respecto a la preservación histórica, la ingeniería de valor y los servicios de puesta en marcha.
El trabajo incluyó restaurar o reemplazar 6968 m² de las fachadas de granito y terracota, incluidas casi 16 000 unidades de terracota, así como 2323 m² de tejado de pizarra y 200 ventanas de madera. 
El proyecto fue galardonado con un Premio de Diseño GSA - Citación en Preservación (2016) y el prestigioso Premio de Preservación Lucy G. Moses de la Conservación de Monumentos de Nueva York (2014) y el Premio de Reconstrucción de Plata de la Revista Building Design + Construction.